# Żerniki (Łódź)
Żerniki [ʐɛrˈniki] es un pueblo en el distrito administrativo de Gmina Zadzim, dentro del condado de Poddębice, Voivodato de Łódź, en el centro de Polonia. Se encuentra a unos 7 kilómetros al noreste de Zadzim, 11 kilómetros al sur de Poddębice, y 38 kilómetros al oeste de la capital regional Łódź.